# 埼玉銀行

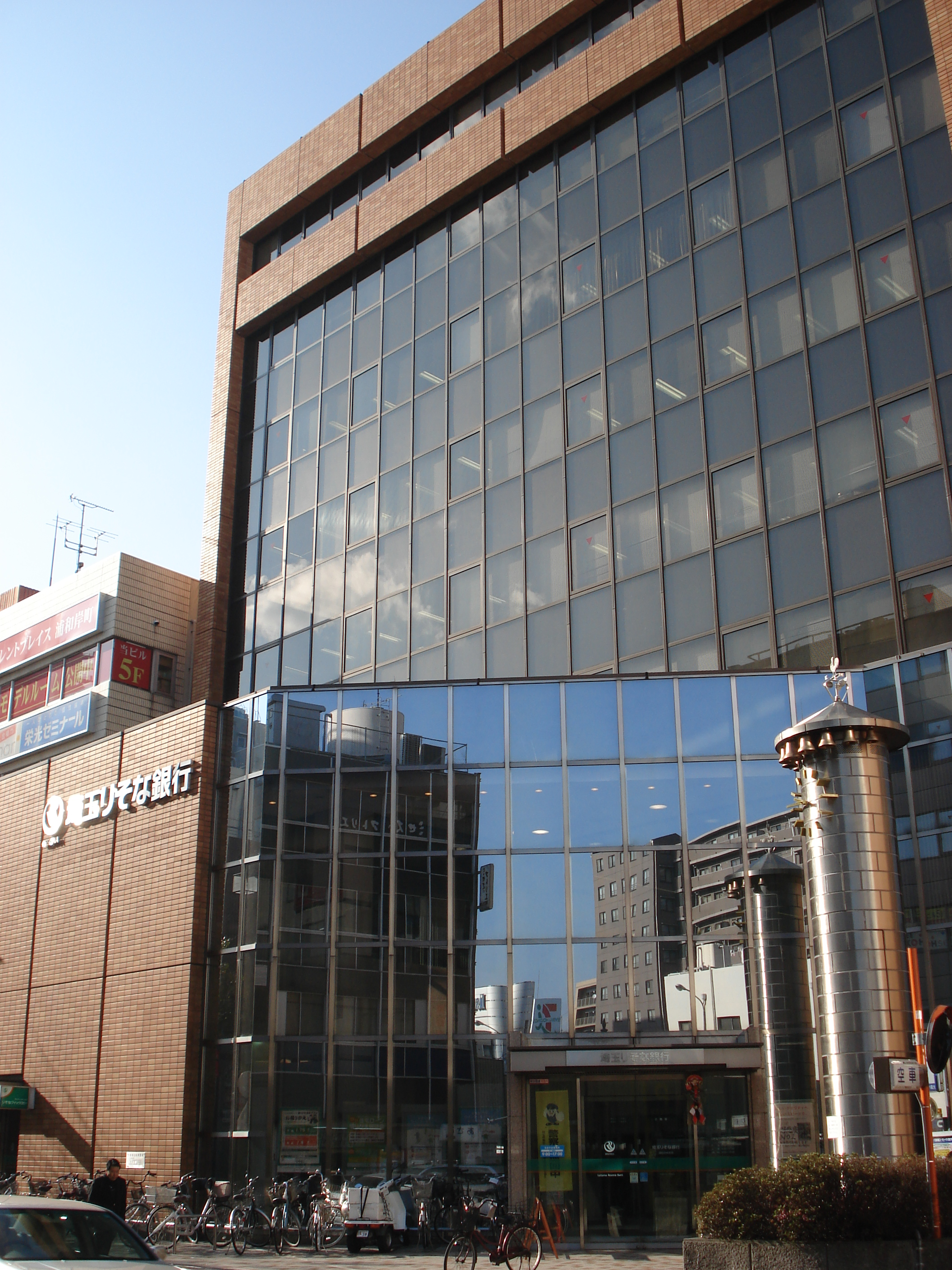
埼玉りそな銀行浦和中央支店（旧:武州銀行本店跡・埼玉銀行前本店）

株式会社埼玉銀行（さいたまぎんこう、英: The Saitama Bank, Ltd）は、かつて存在した日本の銀行。当初地方銀行として発足し、後に都市銀行に転換した。統一金融機関コードは当初は0132、都銀転換後は0032。
1991年4月1日に同じ都銀下位行だった協和銀行と合併し協和埼玉銀行（後のあさひ銀行）となった。現在のりそな銀行の前身のひとつであるが、埼玉県内の店舗およびSWIFTコードの「SAIBJPJT」は協和埼玉銀行→あさひ銀行を経て埼玉りそな銀行へと引き継がれている。

## 概要
埼玉県および県内大半の市町村の指定金融機関を受託し、通称「サイギン」で県民に親しまれていた。埼玉りそな銀行の源流である。本店はかつて県庁所在地であった浦和市（現：さいたま市浦和区常盤）に置かれ、今日では埼玉りそな銀行さいたま営業部とされている。
埼玉県道65号さいたま幸手線（旧：中山道）沿いに所在した地銀時代の本店や前身の武州銀行本店跡地には、現在、埼玉りそな銀行浦和中央支店（さいたま市浦和区高砂）が立地し、同店の正面入口前の広場には時計塔兼モニュメントが設置されている。
1950年（昭和25年）6月、成立した首都建設法によって埼玉は同法における計画区域に入り、1956年（昭和31年）4月に成立した首都圏整備法（1965年6月改正）では、県内の主要地域は近郊整備地帯に含まれ、首都圏の中心部と位置づけられた。これによって、かつて全国一の耕地率を誇っていた農業県であった埼玉にも変化が生じ、高度経済成長期である1960年代には県南部が東京のベッドタウンとして開発が進展し、人口が急増した。こうした状況から肥沃な金融市場に目を付けた都市銀行や他県に本拠を置く地方銀行、相互銀行が続々と県内に進出してきた。
埼玉銀行は、年々競合が激化する状況を踏まえ、首都圏における優位性の確保・経営体質の強化を図ることを目的に、1960年代から都市銀行移行を検討する部署を設け、1969年4月には都市銀行への転換が成就した。また「本店の所在地は変更しない」、「地元優先の営業方針を貫く」、「行名は変更しない」を経営方針として掲げ、通称を「サイギン」としてイメージ戦略を展開。成長力のある埼玉と東京都西部で確固たる基盤を築いた。1990年当時の総店舗の内、約6割を埼玉に展開するが、課題であった都区内への浸透は苦戦を強いられていた。
1990年4月、金融自由化や国際化をにらんで太陽神戸銀行と三井銀行が合併して太陽神戸三井銀行（さくら銀行→三井住友銀行）が誕生するなどの環境下、同年初夏、都市銀行としては初めてとなる第3次オンラインシステムを共同で構築し、さらに新商品開発にも共に取り組むなど気心の知れた仲であった協和銀行に埼玉銀行から合併を打診。1991年4月に対等合併して協和埼玉銀行として発足、翌年あさひ銀行に改称した。この合併の直後には旧埼玉銀行時代におけるバブル期特有の不祥事が露見し、マスメディアを賑わした。

## 沿革
- 1943年7月1日 - 戦時体制の一環で川越市に本店を構える旧国立銀行の八十五銀行と、渋沢栄一が設立に深く関与した民営の武州銀行、忍町（現在の行田市）に本店を構える忍商業銀行、飯能銀行（本店:飯能町・現：飯能市）が大合併し、埼玉銀行を設立。同年から翌年にかけて埼玉県内に本店を置く武州貯蓄銀行、川越貯蓄銀行、忍貯金銀行を順次、統合した。
- 1944年5月 - 当局の勧奨により安田銀行（のち富士銀行）より、東京都の多摩地域における大半の店舗を譲り受ける。
- 1955年5月 - 東京証券取引所に上場[1]。
- 1969年4月 - 地方銀行から都市銀行へ転換[1]。
- 1971年3月 - 総預金残高が1兆円を超える[9]。
- 1977年5月 - 本店を浦和市高砂から同市常盤（常盤小学校跡地）に新築移転[1]。
- 1973年4月 - サクラソウ（埼玉県花）の花びらをモチーフにした永井一正デザインの行章と「つながる心 ひろがる未来」がキャッチフレーズとして制定[10]。
- 1989年
  - 9月 - ロンドン証券取引所に上場[1]。
  - 10月 - 埼玉中央信用組合を買収。
- 1991年
  - 4月1日 - 協和銀行に合併し解散。協和銀行は株式会社協和埼玉銀行に商号変更。頭取は埼玉銀行、会長は協和銀行出身者のたすきがけ人事となる。

## 店舗網
埼玉県内の中小銀行が集合する形で発足したため、店舗網は埼玉が中心であったが、南部・西部（川越・秩父）・北部（熊谷・深谷）で当時発展していた町に偏っていた。1944年（昭和19年）に安田銀行に吸収合併された日本昼夜銀行の店舗（遡れば、前身の武陽銀行と前々身である青梅銀行・氷川銀行などの拠点）を中心に東京三多摩地域および埼玉県内の大半の店舗を譲り受けた。これによって戦後の多摩地区と埼玉の発展を受けて規模が拡大することになり、近県の有力地銀である横浜銀行や千葉銀行とは異なる道を歩むことになった。
1960年代 - 1970年代には京橋支店（旧：武州銀行）を東京営業部に格上げしたことにより、事実上浦和との2本社制となり、多摩地区・神奈川県・千葉県・栃木県・群馬県など首都圏各地や、自動車産業と関わりのある愛知県（名古屋）、大阪・札幌などに出店した。なお、北海道拓殖銀行と同様、看板は本拠地である埼玉県内店舗では通称の「サイギン」表記、首都圏外の店舗の看板はほとんど銀行名であった。
その後、埼玉のベッドタウン化により、1980年代までに県内のほとんどの市町村で支店あるいは出張所を出店（京浜東北線・東武野田線の沿線などではほぼ1駅につき1店舗存在した）。1980年（昭和55年）に東北新幹線開業を見据えた仙台支店や、バブル経済到来による取引（融資）拡大を狙いに空中店舗の溜池支店・浜松町支店など東京都心部にも多く出店するようになったが、店舗の3分の2は埼玉県内に所在した。

## 事件

### ニセ夜間金庫事件
1983年（昭和58年）9月に、春日部西口支店にニセの夜間金庫が設置される事件が発生した。

## イメージキャラクター
1991年1月1日から銀行のテレビCMが解禁されるのにあわせ、これまで起用されていた緒形拳に加え、新たに鷲尾いさ子が抜擢される。2人がイメージキャラクターになった。また協和埼玉銀行発足後には2人のほか、協和銀行のイメージキャラクターであった中山美穂も加えた3人が個別、または一緒にCMに出演していた。
- 和泉雅子 1961年3月[14]
- 緒形拳 1973年5月[15] -
- 鷲尾いさ子 1989年5月 -

## 著名な在籍者
- 大桃美代子
- 梁瀬行雄
- 市川千尋（経済学者、日本経済大学教授）